# Fred Alderman
Frederick Pitt "Fred" Alderman  (East Lansing, 24 de junho de 1905 – Social Circle, 15 de setembro de 1998) foi um velocista e campeão olímpico norte-americano.
Participou da equipe de atletismo norte-americana nos Jogos de Amsterdã 1928, onde competiu nos  4x400 m, conquistando a medalha de ouro com um recorde mundial no revezamento – 3:14.2 – junto com Ray Barbuti, Emerson Spencer e George Baird .